# Douglas C-1
El Douglas C-1 fue un avión de carga y transporte producido por la Douglas Aircraft Corporation en los años 20 del siglo XX, para el Servicio Aéreo del Ejército de los Estados Unidos, que comenzó en 1925.

## Diseño y desarrollo
Douglas recibió una orden para producir nueve aviones de transporte monomotores en 1925, volando el primer avión desde las instalaciones de Douglas en Santa Mónica, California, el 2 de mayo de 1925. El C-1 fue el primer avión asignado en la nueva categoría "C" (Aviones de Carga). El diseño del avión se basó en varios modelos anteriores y similares, desarrollados por Douglas a principios de los años 1920 (incluyendo los Douglas World Cruiser usados en el primer vuelo alrededor del mundo en 1924). El C-1 presentaba un compartimiento cerrado de pasajeros capaz de llevar a seis personas o alrededor de 1100 kg de carga. Una puerta de trampilla fue emplazada en la parte inferior del fuselaje para permitir que cargas grandes y/o pesadas (particularmente motores de aviación) fueran elevadas directamente al compartimiento de carga. Una puerta auxiliar para pasajeros y carga ligera fue incluida en el lado derecho del fuselaje central.

## Historia operacional

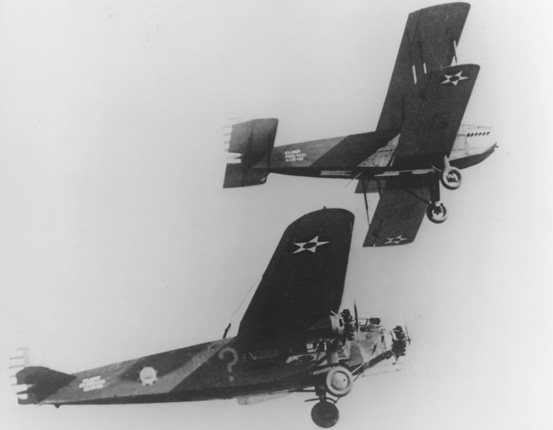
Un Douglas C-1 (arriba) repostando al Question Mark (abajo).

El biplano C-1 se equipó con el motor Liberty L-12 y llevaba dos tripulantes en una cabina abierta. Un C-1 voló en 1926 en el Tour Aéreo Nacional de Fiabilidad Ford.
Diecisiete aviones adicionales fueron ordenados en 1926 y 1927 por el Cuerpo Aéreo del Ejército de los Estados Unidos como C-1C, siendo ligeramente más grandes que los C-1 originales.
Varios C-1 fueron usados en programas de pruebas (como banco de pruebas de motores, como prototipo de ambulancia aérea y como avión nodriza en los primeros experimentos de repostaje en vuelo). Dos de estos aviones fueron usados como "cisternas" en el vuelo récord de resistencia de 1929 del Fokker C-2 Question Mark.

## Variantes
C-1
Avión monomotor de transporte de carga y pasaje, equipado con un motor de pistones Liberty V-1650-1 de 435 hp (324 kW), acomodación para dos tripulantes y de seis a ocho pasajeros.
C-1A
Un C-1 usado para probar una variedad de motores y cubiertas, también fue usado en numerosos experimentos con tren de aterrizaje de esquíes.
C-1B
Versión proyectada, pero no construida.
C-1C
Avión monomotor de transporte de carga y pasaje, equipado con un piso de cabina metálico, tren de aterrizaje modificado, tenía un mayor peso bruto de aterrizaje y dimensiones aumentadas, más un nuevo timón contrapesado. 17 construidos.

## Operadores
Estados Unidos
- Servicio Aéreo del Ejército de los Estados Unidos
- Cuerpo Aéreo del Ejército de los Estados Unidos

## Especificaciones (Douglas C-1)
Referencia datos: McDonnell Douglas Aircraft since 1920

### Características generales
- Tripulación: Dos
- Capacidad: Seis pasajeros o 1100 kg de carga
- Longitud: 10,8 m (35,3 ft)
- Envergadura: 17,3 m (56,6 ft)
- Altura: 4,3 m (14 ft)
- Superficie alar: 74,8 m² (805,2 ft²)
- Peso vacío: 1770 kg (3901,1 lb)
- Peso cargado: 2992 kg (6594,4 lb)
- Planta motriz: 1× motor en V refrigerado por agua Liberty V-1650-1.
  - Potencia: 325 kW (448 HP; 442 CV)

### Rendimiento
- Velocidad nunca excedida (Vne): 187 km/h (116 MPH; 101 kt)
- Velocidad crucero (Vc): 137 km/h (85 MPH; 74 kt)
- Alcance: 620 km (335 nmi; 385 mi)
- Techo de vuelo: 4525 m (14 846 ft)
- Régimen de ascenso: 3,3 m/s (650 ft/min)
- Carga alar: 39,1 kg/m² (8 lb/ft²)
- Potencia/peso: 0,11 kW/kg

## Aeronaves relacionadas

### Desarrollos relacionados
- Douglas World Cruiser

### Secuencias de designación
- Secuencia C-_ (Aviones de Carga del USAAC/USAAF/USAF, 1924-1962): C-1 - C-2 - C-3 - C-4 →